# Давос
Даво́с (нім. Davos), також Тавау (ромш. Tavau) або Тавате (італ. Tavate) — місто в східній Швейцарії в кантоні Граубюнден, регіон Преттігау/Давос. Давос відомий переважно як гірськолижний курорт і місце проведення Всесвітнього економічного форуму (іноді званого просто «Давоський форум»). Історія міста почалася з того, що у XIX столітті лікарі визнали мікроклімат високогірної долини корисним для хворих на легеневі захворювання. Лікувався тут Р. Л. Стівенсон, який написав у Давосі роман «Острів скарбів».
1913 року в місті пройшов перший та єдиний Чемпіонат Європи із хокею з м'ячем, перемогу в якому отримала збірна Англії. Після цього в середині XX століття місто набуло популярності як модний гірськолижний курорт.

## Географія
Місто розташоване на річці Ландвассер на відстані близько 185 км на схід від Берна, 24 км на схід від Кура.
Давос має площу 284 км², з яких на 2,3% дозволяється будівництво (житлове та будівництво доріг), 35% використовуються в сільськогосподарських цілях, 22,2% зайнято лісами, 40,5% не є продуктивними (річки, льодовики або гори).

## Демографія
2019 року в місті мешкало 10 862 особи (-2,7% порівняно з 2010 роком), іноземців було 27,3%. Густота населення становила 38 осіб/км².
За віковим діапазоном населення розподілялося таким чином: 17,5% — особи молодші 20 років, 62% — особи у віці 20—64 років, 20,5% — особи у віці 65 років та старші. Було 5322 помешкань (у середньому 2 особи в помешканні).
Із загальної кількості 8952 працюючих 185 було зайнятих в первинному секторі, 1061 — в обробній промисловості, 7706 — в галузі послуг.

## У літературі
Давос є місцем дії роману Зачарована гора Томаса Манна. Письменник відвідував тут дружину, яка лікувалася в одному з місцевих санаторіїв.

## Посилання

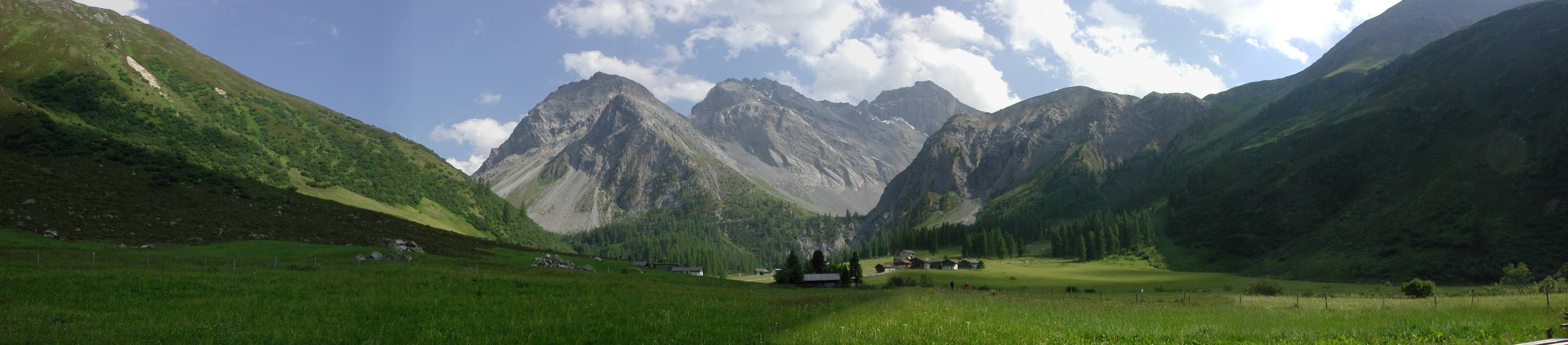
Панорама долини Сертіг поруч із Давосом

## Примітка
1. ↑  archINFORM — 1994.
2. 1 2 3 4 5 6  https://s.geo.admin.ch/785a36b959
3. ↑  http://www.gemeindedavos.ch/de/politikverwaltung/politik/exekutive/
4. ↑  Amtliches Gemeindeverzeichnis der Schweiz. Bundesamt für Statistik. 01.05.2022. Процитовано 10 листопада 2022.(нім.)
5. ↑  Info Bandy And The Bandy World Championships In Stockholm. Архів оригіналу за 14 липня 2011. Процитовано 13 січня 2013.
6. ↑  Фізичні відстані розраховані за координатами муніципалітетів
7. 1 2  Regionalporträts 2021: Kennzahlen aller Gemeinden. Bundesamt für Statistik. 26.03.2021. Процитовано 10 листопада 2022.(нім.)